# Parafia Chrystusa Króla i Zwiastowania Najświętszej Maryi Panny w Rawiczu
Parafia Chrystusa Króla i Zwiastowania Najświętszej Maryi Panny w Rawiczu – rzymskokatolicka parafia w Rawiczu, należy do dekanatu rawickiego archidiecezji poznańskiej. Została utworzona 21 marca 1867 jako pierwsza katolicka w mieście - stąd zwana parafią farną. Kościół parafialny został wybudowany w stylu neogotyckim w latach 1900–1902 (proj. Alexis Langer).

## Terytorium
- Rawicz, Sierakowo - ulice: Akacjowa, Armii Krajowej, Bączkiewicza, Bobrowskiego, Brzozowa, Cechowa, Ceglana, Cicha, Cypurskiego, Dożynkowa, Dworcowa, Wały J. Dąbrowskiego, Dzieciuchowicza, Englerta, Głowackiego, Grota-Roweckiego, Hallera, Jasna, Jesienna, Kadecka, Kalickiego, Kamińskiego (nry nieparzyste), Kopernika (1-11, 2-12), Kosynierów Gdyńskich, Kościelna, Wały Kościuszki (13-41, 12-14), Kramarska, Królowej Jadwigi, Kowalskiego, Krótka, Kwiatowa, Leśna, Letnia, 11 Listopada, Łabędzia, Łaszczyńska, 3 Maja, Mały Plac Ćwiczeń, Mickiewicza (1-15, 2-8), Miła, Młyńska, Myśliwska, Nowa, Piaskowa, Piłsudskiego (nry parzyste), Plater, Podgórna, Podzamcze, Wały Powstańców Wlkp. (1, 3, 23, 26. 4, 4a, 6), Przyjmy-Przyjemskiego, Rolnicza, Różana, Rynek (3-9), Rzemieślnicza, Saperska, Sarnowska, Sierakowska, Sikorskiego, Simoniego, ks. Skargi, Skromna, Słoneczna, Spacerowa, Sportowa, Spółdzielcza, Stawowa, 17 Stycznia (nry nieparzyste), Staszica, Sucharskiego, Średnia, Środkowa, Świętojańska, Świerkowa, Tęczowa, Transportowców, XXX-Lecia, Tysiąclecia, Bohaterów Westerplatte, Wiosenna, Witosa, Wojska Polskiego (nry nieparzyste), Widna, Wzgórze, kard. Wyszyńskiego, Zielona i Zimowa,
- Dębno - leśniczówka
- Kowaliki
- Szymanowo.

## Miejsca kultu
- Kościół Chrystusa Króla i Zwiastowania Najświętszej Maryi Panny w Rawiczu
- kaplica pw. Miłosierdzia Bożego w Zakładzie Karnym w Rawiczu
- kaplica w domu zakonnym sióstr elżbietanek
- pomnik św. Jana Pawła II w Rawiczu
- figura św. Stanisława Kostki
- kapliczki w Sierakowie i Szymanowie
- krzyż przy drodze do Łaszczyna

## Proboszczowie
- 1867-1886 ks. Antoni Gaertig[2]
- 1886-1891 ks. Johann Franz Fröhlich
- 1891-1892 ks. Franciszek Ksawery Snowacki
- 1892-1896 ks. Stanisław Napierała
- 1896-1899 ks. Antoni Duliński
- 1900-1910 ks. Paweł Dams
- 1911-1945 ks. Alfred Gumprecht
- 1945-1949 ks. Alojzy Witold Becker
- 1949-1958 ks. Wiktor Koperski
- 1958-1968 ks. Stanisław Kostka Fołczyński
- 1969-1989 ks. Alfons Salewski
- 1989-2014 ks. Józef Podemski
- 2014- obecnie ks. Wojciech Prostak